# Charles Étienne Louis Camus
Charles Étienne Louis Camus   (Crécy-en-Brie, 25 d'agost de 1699 - París, 4 de maig de 1768) va ser un matemàtic francès del segle xviii conegut pels seus llibres de text.

## Vida
Camus va néixer a Crécy-en-Brie (actualment Crécy-la-Chapelle) i era fill d'un cirurgià que ben aviat va reconèixer els seus talents matemàtics i el va enviar a París a estudiar al Col·legi de Navarra. A part del seus estudis regulars, Camus també va prendre classes amb Pierre Varignon, Couplet i Jacques Cassini.
El 1727 va sotmetre a la consideració de l'Acadèmie Royale des Sciences un article sobre la producció de pals pels vaixells que va ser molt ben acollit. Això li va permetre ingressar a l'Acadèmie com adjunt; el 1733 va ser promogut a associat i el 1741 a pensionari; els anys 1749 i 1760 en va ser sots director i els anys 1750 i 1761, director.
El 1730 és nomenat professor de matemàtiques de l'Escola Reial d'Arquitectura, de la que també en serà secretari a partir de 1733.
El 1733 es va casar amb Marie Anne Marguerite Fourrier, amb qui va tenir quatre fills, dels quals només una va arribar a l'edat adulta.
El 1735 va participar amb Maupertuis i Clairaut a la Missió Geodèsica Francesa a Lapònia per mesurar un grau de meridià terrestre.
El 1748, en fundar-se l'escola d'enginyers militars, École royale du génie, a Mézières ell va ser nomenat examinador oficial dels cadets. També ho va ser de l'escola d'artilleria de La Fère a partir de 1755.
En morir el 1768, Antoine-Rémi Mauduit el substituirà com a professor a l'escola d'arquitectura.

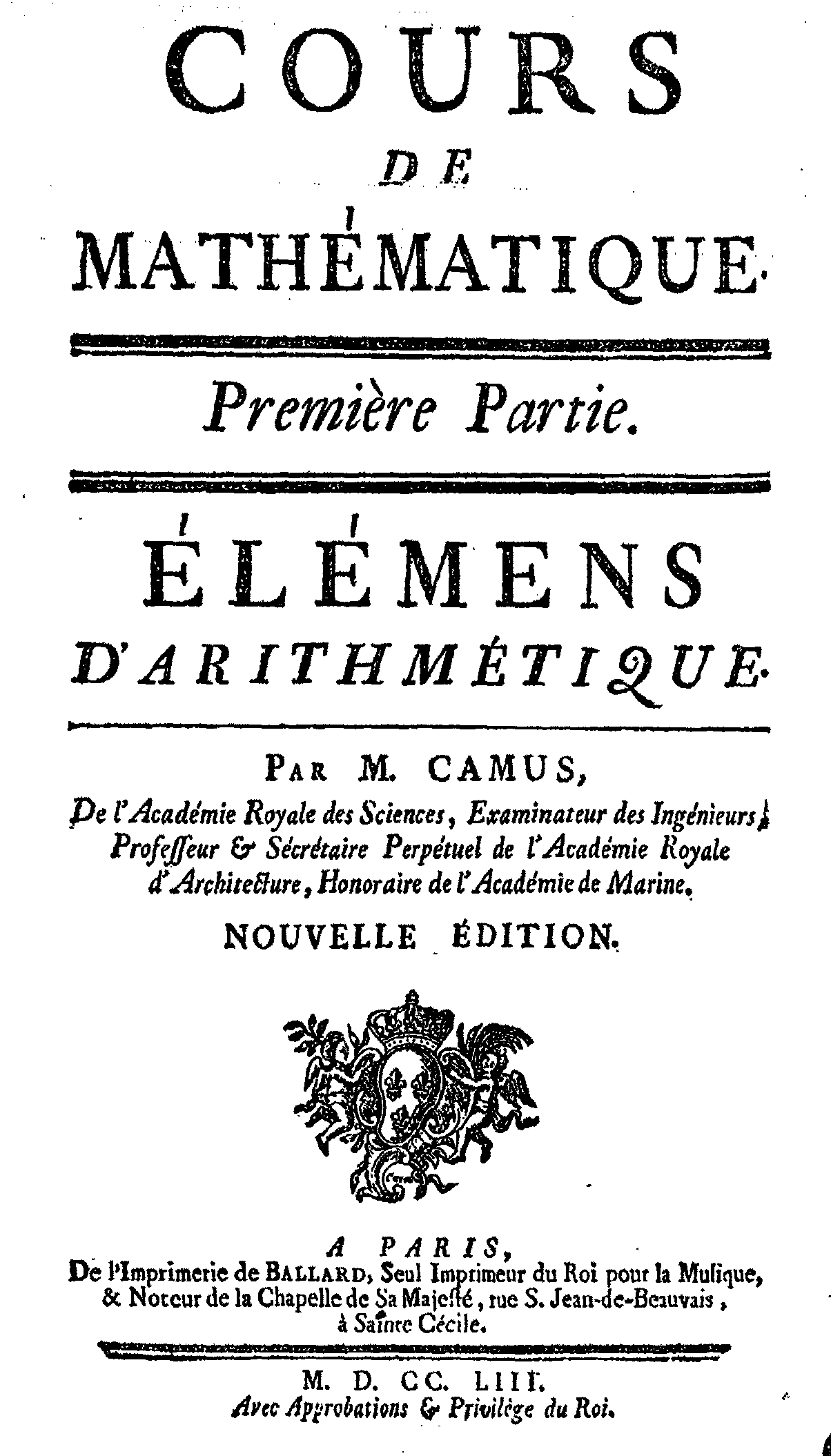
El Cours de Camus (edició de 1753)

## Obra
Camus és conegut pel seu llibre Cours de Mathematique, publicat en diversos volums entre 1749 i 1751 i que es reeditarà diverses vegades fins al 1769. El llibre és un dels símptomes de l'evolució de l'ensenyament de les matemàtiques que es va produir a la primera meitat del segle xvii.
El pla del llibre que Camus havia pensat era de quatre volums: aritmètica, geometria, mecànica i hidràulica, de les quals la quarta no es va arribar a publicar mai. El llibre d'aritmètica es va publicar el 1749, el de geometria el 1750 i el de mecànica, en dos volums, els anys 1751 i 1752; pot ser que també hagués pensat publicar un volum d'àlgebra.
Tot i que el llibre va ser força criticat, sobre tot pels artillers, per considerar-lo massa elemental i poc pràctic, es va arribar a editar en quatre ocasions en vida de Camus. Després de la seva mort, el llibre seria substituït pels texts, més complerts, d'Étienne Bézout i de Charles Bossut.
Sempre va tenir una inclinació per l'estudi de la mecànica, cosa que el va portar a formular un conegut teorema, que porta el seu nom, sobre la configuració de les dents dels engranatges mecànics.